# Gymnasialer Zweig
Unter Gymnasialem Zweig versteht man die Profilierung einer Ausbildungsrichtung an einem allgemeinbildenden Gymnasium. Alternativ finden auch die Begriffe Fachgruppe, Fächergruppe und Profil Anwendung.

## Ausbildungsrichtungen

### Deutschland
- Baden-Württemberg:[1]
  - Altsprachliches Gymnasium
  - Neusprachliches Gymnasium I
  - Neusprachliches Gymnasium II
  - Humanistisches Gymnasium
  - Mathematisch-naturwissenschaftliches Gymnasium
  - Gymnasium mit verstärktem Musikunterricht
  - Sport-Gymnasium
  - Gymnasium mit verstärktem Kunstunterricht
  - Gymnasium mit Bilingualem Unterricht

- Bayern:[2]
  - Naturwissenschaftlich-technologisches Gymnasium (ehemals: Mathematisch-naturwissenschaftliches Gymnasium)
  - Sprachliches Gymnasium (ehemals: Neusprachliches Gymnasium)
  - Musisches Gymnasium
  - Wirtschafts- und Sozialwissenschaftliches Gymnasium (ehemals: Wirtschaftswissenschaftliches Gymnasium bzw. Sozialwissenschaftliches Gymnasium)
  - Humanistisches Gymnasium: Gymnasien, die ausschließlich die Sprachenfolge Latein/Englisch/Griechisch anbieten, behalten die Bezeichnung Humanistisches Gymnasium. Gymnasien, die einen humanistischen Zweig anbieten, führen die Bezeichnung Sprachliches Gymnasium. Humanistisches Gymnasium.

- Sachsen:[3]
  - Naturwissenschaftliches Profil
  - Gesellschaftswissenschaftliches Profil
  - Künstlerisches Profil
  - Sportliches Profil
  - Sprachliches Profil

- Schleswig-Holstein:
  - Altsprachlicher Zweig
  - Französisch-Zweig
  - Musik-Zweig
  - Kunst-Zweig
  - Naturwissenschaftlicher Zweig
  - Gymnasium mit zweisprachigem Unterricht

- Thüringen:
  - Sportgymnasium (Sportgymnasien Erfurt; Jena; Oberhof)
  - Musikgymnasium (Musikgymnasium Weimar)
  - Berufliches Gymnasium mit Schwerpunkten in Wirtschaft oder Technik etc. ab Klassenstufe 11
  - verschiedene Spezialklassen an allgemeinen Gymnasien
  - Sprachengymnasium

### Frankreich und deutsch-französische Gymnasien
- Wissenschaftliches Gymnasium – Série S Scientifique
- Literarisches Gymnasium – Série L Littéraire
- Wirtschafts- und Sozialwissenschaftliches Gymnasium – Série ES Économique et Sociale